# جامع سفيان
جامع سفيان هو مسجد تاريخي يقع في مدينة لحج في اليمن. تم بناءه في عام 1215 ويحتوي على مكتبة بالإضافة إلى ضريح مؤسس المسجد الذي يرتبط بمقبرة.

## لتاريخه
في البداية، كان الموقع مكان دفن سفيان بن عبدالله الأبيني اليمني، وهو عالم مسلم شارك في معركة حطين عام 1187 إلى جانب صلاح الدين الأيوبي. توفي سفيان في 1215، وبعد وفاته تم بناء ضريح فوق قبره، بالإضافة إلى المسجد والمكتبة بجانبه. عام 1994 تم تدمير الضريح والمقبرة المرتبطة به خلال الحرب الأهلية اليمنية ولم يتم إجراء أي تجديدات أو ترميمات منذ ذلك الحين، مما تركه في حالة مهملة.

## التدمير في 2015
في عام 2015، أفيد بأن مسجد سفيان تم تدميره من قبل جماعات إسلامية متطرفة زرعوا المتفجرات في الهيكل. وزعمت بعض وسائل الإعلام أن قبر سفيان بن عبدالله تم نبشه وتم رمي رفاته على الأرض. ولكن تم دحض هذا الادعاء على الفور من قبل سكان لحج، الذين أكدوا أن المتطرفين لم ينبشوا رفاته، وأن حالة الضريح نفسه لم تتغير كثيرًا منذ عام 1994. تظهر صور الأقمار الصناعية من خرائط جوجل أن المسجد والمكتبة لا يزالان سليمين، بينما المقبرة في حالة مدمرة.